# Kukulkán (ort)
Kukulkán är en ort i Mexiko.   Den ligger i kommunen Champotón och delstaten Campeche, i den östra delen av landet, 900 km öster om huvudstaden Mexico City. Kukulkán ligger 50 meter över havet och antalet invånare är 146.
Terrängen runt Kukulkán är platt. Runt Kukulkán är det glesbefolkat, med 11 invånare per kvadratkilometer. Närmaste större samhälle är Carlos Salinas de Gortari, 17,0 km norr om Kukulkán. I omgivningarna runt Kukulkán växer i huvudsak städsegrön lövskog.